# Kicker Sportmagazin
Kicker (estilizado en minúsculas: kicker) es una revista deportiva alemana, la más importante en el país y una de las referentes del continente europeo. Fue fundada en Núremberg por Walther Bensemann y su primer número data del 14 de julio de 1920. Desde entonces se publica dos veces por semana, los lunes y jueves, enfocada principalmente al fútbol alemán. El director es Klaus Smentek.
Kicker fue una de las revistas pioneras, junto a la española Don Balón entre otros, en la creación del grupo de publicaciones futbolísticas European Sports Magazines. La revista hace especial seguimiento al fútbol nacional, particularmente la Bundesliga germana, resultados, clasificaciones, noticias y fichajes. Al igual que otras publicaciones deportivas, como Marca, Kicker entrega anualmente el trofeo al máximo goleador del año en la Bundesliga, el kicker Torjägerkanone.

## Mejores clubes de fútbol delsigloXX
En 1998, la revista publicó una lista de los mejores clubes de fútbol del siglo XX.
1. Real Madrid
2. Ajax de Ámsterdam
3. A. C. Milan
4. Bayern de Múnich
5. F. C. Barcelona
6. Manchester United
7. Benfica
8. Dinamo de Kiev
9. Juventus
10. Internazionale Milano